# Мозер, Иван Иванович
Иван Иванович Мозер (21 декабря 1933, Мукачево, Чехословакия — 2 ноября 2006, Москва, Россия) — советский футболист и тренер. Мастер спорта СССР (1955). Заслуженный тренер РСФСР (1981).
Играл на позиции правого крайнего и полусреднего нападающего, полузащитника.

## Биография
Начал играть в 1946 году в Мукачево в юношеской команде «Динамо». Выступал на позициях правого крайнего, полусреднего нападающего и полузащитника.
В 1949 году играл в «Динамо», в 1950 — в «Большевике» (оба Мукачево), в 1951 году — в «Спартаке» (Ужгород). В 1952—1953 и 1963—1966 выступал в «Динамо», в 1954—1955 — в «Спартаке», в 1961—1962 — в «Белоруси» (все Минск), в 1956—1961 годах — в «Спартаке» (Москва).
В 1964—1965 годах был капитаном минского «Динамо»
В 1956 году вошёл в сборную Москвы, в составе которой стал победителем футбольного турнира Спартакиады народов СССР 1956 года.
В 1955—1956 годах играл за первую сборную СССР, где провёл 5 матчей. Участник отборочных матчей футбольного турнира Олимпийских игр 1956 года.
В 1964 году окончил Белорусский государственный институт физической культуры.
В 1968 году работал тренером в московской ФШМ, в 1969 — тренер, а с июля 1969 — старший тренер этой команды. В 1970—1973 годах был старшим тренером «Динамо» (Минск).
В 1974—1975 (март) работал старшим тренером отдела футбола и хоккея Центрального совета «Динамо».
В 1975 (апрель) —1976 и в 1984—1985 (май) годах был начальником команды, а в 1979—1980 и в 1985 (июнь) — 1987 (по август) — тренером московского «Динамо».
В 1977—1978 и 1981—1983 годах работал старшим тренером российского совета «Динамо».
В 1987 (сентябрь) — 1988 (июль) был заместителем начальника отдела футбола и хоккея МГС «Динамо».
В 1988 (с августа) работал заместителем директора СДЮШОР «Динамо» (Москва).
В 1993—1994 и в 1995 (с августа) был тренером «Динамо-Газовика» (Тюмень).
С 1996 по 2006 годы работал техническим директором футбольного клуба «Динамо» (Москва).

## Достижения
- Чемпион СССР: 1956, 1958
- 3-й призёр чемпионатов СССР: 1954, 1957
- Обладатель Кубка СССР: 1958, финалист Кубка 1957 и 1965 годов

## Стиль игры
Физически крепкий, выносливый и самоотверженный, отличался трудолюбием, большим диапазоном действий, волевыми качествами. Хорошо выглядел в комбинационной игре, умел остро сыграть в завершении атаки.— 